# Ладон (река)
Ладон
 (греч. Λάδωνας) — река в Греции, на северо-западе Пелопоннеса, правый приток Алфиоса. Длина 70 км. Пересекает периферийные единицы Ахея и Аркадия. Берёт исток в Аркадии. У истока, где Ладон течёт на юго-запад, по реке проходит граница Ахеи и Аркадии. В общине Гортиния, к югу от гор Афродасион, на реке построена плотина и расположены ГЭС и одноимённое водохранилище. Плотина была построена в 1955 году, имеет высоту 57 м и длину 105 м. После водохранилища река продолжает своё течение в западном направлении, затем поворачивает к юго-западу и приближается к границам периферийной единице Элида.

## Мифология
Речным богом был Ладон, сын Тефиды и Океана, отец Дафны и дед Эвандра.
В Дафну был влюблён Левкипп, сын Эномая, правителя в Писе. Так как Дафна избегала мужчин, длинноволосый Левкипп выдал себя за девушку и добился любви Дафны, чему завидовал Аполлон, также влюблённый в Дафну. Однажды Дафне и её подругам захотелось искупаться в Ладоне. Раздев насильно Левкиппа, они разоблачили его и убили ножами и копьями.
У реки Ладон Геракл подстрелил из лука и схватил священную Керинейскую лань.